# Mill en Sint Hubert
Mill en Sint Hubert – gmina w prowincji Brabancja Północna w Holandii. W 2014 roku liczyła sobie 10 843 mieszkańców. 
Stolicą gminy jest miasteczko Mill (6050 mieszk.). Pozostałe miejscowości gminy to Langenboom (2280), Sint Hubert (1570) i Wilbertoord (1120). 

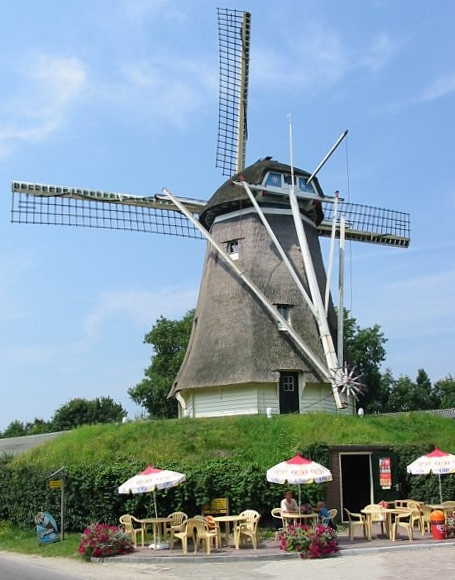
Wiatrak Beltmolen

W Mill znajduje się kościół Sint-Willebrorduskerk, który został poświęcony w 1881 roku. W 1939 roku dodano dwa nowe skrzydła mimo ubóstwa miejscowej ludności. Prócz tego w gminie położony jest wiatrak Beltmolen.